# Колесницы Большие
 Колесницы Большие — деревня в Ивановском районе Ивановской области. Входит в состав Богданихского сельского поселения.

## География
Находится в центральной части Ивановской области на расстоянии приблизительно 15 км на юго-восток по прямой от вокзала станции Иваново.

## История
Появилась на карте еще 1808 года. В 1859 году здесь (тогда деревня Шуйского уезда Владимирской губернии) было учтено 24 двора, в 1902 — 34.

## Население
Постоянное население составляло 171 человек (1859 год), 177 (1902), 5 в 2002 году (русские 100 %), 4 в 2010.